# 황남대총 북분 은잔
황남대총 북분 은잔(皇南大塚北墳 銀盞)은 대한민국 서울특별시 용산구 국립중앙박물관에 있는, 경주시 황남동 미추왕릉 지구에 있는 삼국시대 신라 무덤인 황남대총에서 발견된 금속공예품이다. 1978년 12월 7일 대한민국의 보물 제627호로 지정되었다.

## 개요
황남대총 북분 은잔(皇南大塚北墳 銀盞)은 경주시 황남동 미추왕릉 지구에 있는 삼국시대 신라 무덤인 황남대총에서 발견 되었다. 황남대총은 2개의 봉분이 남·북으로 표주박 모양으로 붙어 있다.
이 은제잔은 황남대총 북쪽 무덤에서 발견된 신라 잔 모양의 그릇으로 높이 3.5㎝, 아가리 지름 7㎝의 크기이다. 밑이 평평한 잔으로 표면의 장식 무늬가 매우 특이하다. 아가리에 좁은 띠를 두른 뒤, 연꽃을 겹으로 촘촘하게 돌려 무늬를 장식하고, 그 밑으로는 쌍선으로 거북등 무늬를 연속시켰다. 거북등 안에는 각종 상상속의 동물 형상을 도들 새김으로(打出) 새겼다.
바닥 안 쪽 중앙에도 꽃무늬 안에 봉황을 배치하였다. 이러한 무늬의 표현 형식과 동물의 형상은 경주 식리총에서 출토된 장식용 신발에서도 찾아 볼 수 있어 당시 외래 문화와의 교류를 시사한다. 무늬 자체는 중국 한나라 시대의 구리 거울과 연관이 있으나, 그 기원에 관해서는 분명치 않다.

## 같이 보기
- 황남대총

## 참고 자료
- 황남대총 북분 은잔 - 국가유산청 국가유산포털